# Liceu
Un liceu este o instituție de învățământ de cultură generală, în care sunt admiși absolvenți ai școlilor generale și unde se predau cunoștințele necesare continuării studiilor în învățământul superior sau diverse specialități pentru pregătirea cadrelor medii.

## Istoric

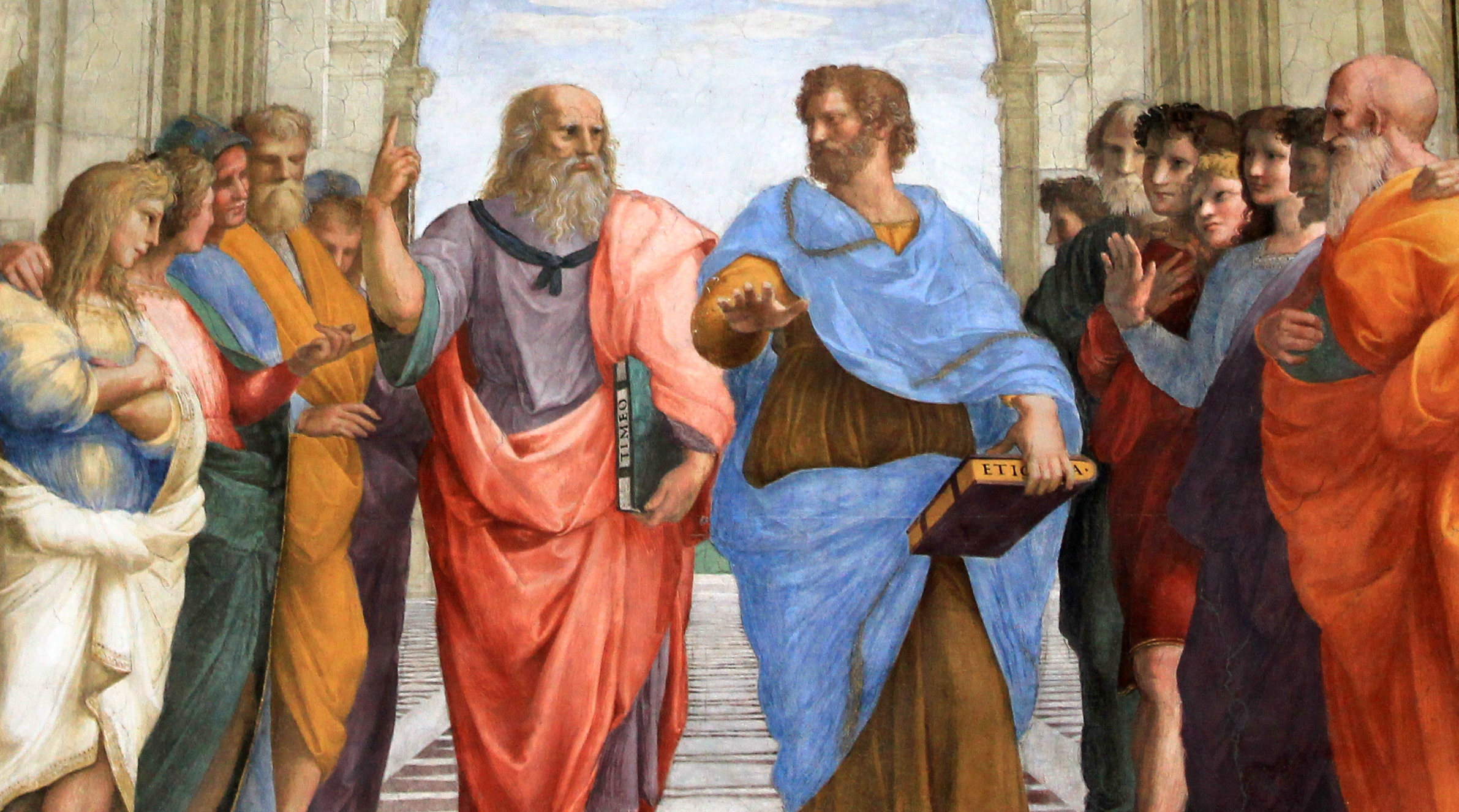
„Lyceum” din Atena" de Rafael

Numele de liceu  vine de la școala Lyceum (gr: Λύκειον, Lykeion), care era amplasată în afara zidurilor vechii Atene, fiind asociată în special cu Aristotel. Această școală a fost un moment important în dezvoltarea științei și filozofiei și a fost numită astfel deoarece a fost construită pe locul unui templu al lui Apollo Lykeios care data dinainte de secolul al VI-lea î.Hr..
Aristotel a înființat această școală în anul 335 î.Hr. și, în timp ce preda se plimba prin curtea școlii înconjurat de discipoli, astfel că școala a primit numele de peripatetică. Aristotel a fost mentorul acestei școli până în anul 322 î.Hr.. A fost urmat de Teofrast, principalul său discipol. Alți profesori importanți de aici au fost Strato din Lampsacus (288 - cca. 269 î.Hr.) și, în epoca romană, Alexandru din Aphrodisias (cca. 200).
Școala a fost distrusă de generalul roman Lucius Cornelius Sulla în anul 86 î.Hr., dar ulterior a fost reconstruită. Nu se știe exact data la care și-a încetat funcționarea. Complexul școlar a fost redescoperit în 1996 cu ocazia săpăturilor pentru Muzeul de Artă Modernă din Atena.

## Învățământul liceal în România
În România, învățământul secundar cuprinde:
- învățământul secundar inferior, organizat în două cicluri care se succed:
  - gimnaziu, clasele V-VIII;
  - ciclul inferior al liceului sau școala de arte și meserii, clasele IX-X;
- învățământul secundar superior: ciclul superior al liceului, clasele XI – XII/XIII, precedat, după caz, de anul de completare.

Finalizarea studiilor ciclului superior al liceelor se face prin examenul de bacalaureat.
În România unele licee au în denumire termenul colegiu.